# سرل دوموراد
سرل دوموراد (انگلیسی: Cyril Domoraud؛ زادهٔ ۲۲ ژوئیهٔ ۱۹۷۱) یک بازیکن فوتبال اهل ساحل عاج است.
وی همچنین در تیم‌های ملی فوتبال ساحل عاج  بازی کرده‌است. او در اولین جام جهانی که تیم ملی کشورش در آن حضور یافت (جام جهانی ۲۰۰۶) کاپیتان تیم ملی کشورش بود.